# Christian Wilhelm von Chlebowsky
Christian Wilhelm von Chlebowsky (* 5. April 1755 in Unmaiten, Kreis Angerburg; † 16. Oktober 1807 in Memel) war ein preußischer Generalmajor und Flügeladjutant von König Friedrich Wilhelm II. von Preußen.

## Leben

### Herkunft
Christian Wilhelm war der Sohn des polnischen Rittmeisters Alexander von Chlebowsky, Herr auf Kosau, Unmaiten und Thiergarten und dessen Ehefrau Adelgunde Charlotte, geborene Küchmeister von Sternberg.

### Militärkarriere
Chlebowsky besuchte ab November 1767 das Kadettenhaus in Berlin und wurde anschließend am 22. Juni 1771 als Unteroffizier im Infanterieregiment „von Stojentin“ der Preußischen Armee angestellt. Hier avancierte er Ende Dezember 1776 zum Sekondeleutnant. 1787 wurde er Generaladjutant bei General von Knobelsdorff und im Jahr darauf Kapitän. Als solcher wurde er im selben Jahr zum Korps des Generals von Usedom kommandiert. Am 23. April 1793 erhielt er den Orden Pour le Mérite.
Chlebowsky diente während der Niederschlagung des Kościuszko-Aufstandes 1794/95 in Polen im Hauptquartier des preußischen Königs. 1802 wurde er zum Chef des neu in Warschau aufgestellten Infanterieregiments ernannt. Während des Feldzuges 1806/07 gegen Frankreich war Chlebowsky im Hauptquartier der Russischen Armee und beteiligte sich von dort aus an den Schlachten bei Pułtusk, Preußisch Eylau und Friedland. Für seine Verdienste zeichnete ihn der König am 8. Juli 1807 in Memel mit dem Großen Roten Adlerorden aus. Dort verstarb er wenige Wochen später im Alter von 52 Jahren an Entkräftung.
Chlebowsky war Mitglied der Militärischen Gesellschaft in Berlin.

### Familie
Chlebowsky hatte sich am 12. Dezember 1797 in Warschau mit Johanna Eleonore, geborene Tepper, geschiedene Buchholz (* 8. Mai 1766 in Filehne; † 12. November 1857 in Breslau) verheiratet. Aus der Ehe ging der Sohn Adolf Ludwig (* 16. August 1801 in Warschau) hervor.